# 巴恩萨塔尔凯达
巴恩萨塔尔凯达（Bansatar Kheda），是印度中央邦Damoh县的一个城镇。总人口5032（2001年）。

## 人口
该地2001年总人口5032人，其中男性2672人，女性2360人；0—6岁人口799人，其中男409人，女390人；识字率66.08%，其中男性为75.56%，女性为55.34%。